# CAF Bitrac
Die CAF Bitrac ist eine Baureihe von Zweikraftlokomotiven mit dieselelektrischem und elektrischem Antrieb für den Streckendienst des Herstellers Construcciones y Auxiliar de Ferrocarriles (CAF). Bisher einziger Betreiber ist Captrain España, ein spanisches Tochterunternehmen der SNCF.
Die Bitrac ist modular aufgebaut und kann an Kundenwünsche angepasst werden. Sie kann für die vier in Europa üblichen Fahrdrahtspannungen (1,5 kV =, 3 kV =, 15 kV, 16,7 Hz ~ und 25 kV, 50 Hz ~) sowie für fünf Spurweiten (1435 mm, 1520 mm, 1524 mm, 1600 mm und 1668 mm) konfiguriert werden. Eine vierachsige, 90 t schwere Variante könnte für eine Maximalgeschwindigkeit von 200 km/h gebaut werden.

## Bitrac CC3600

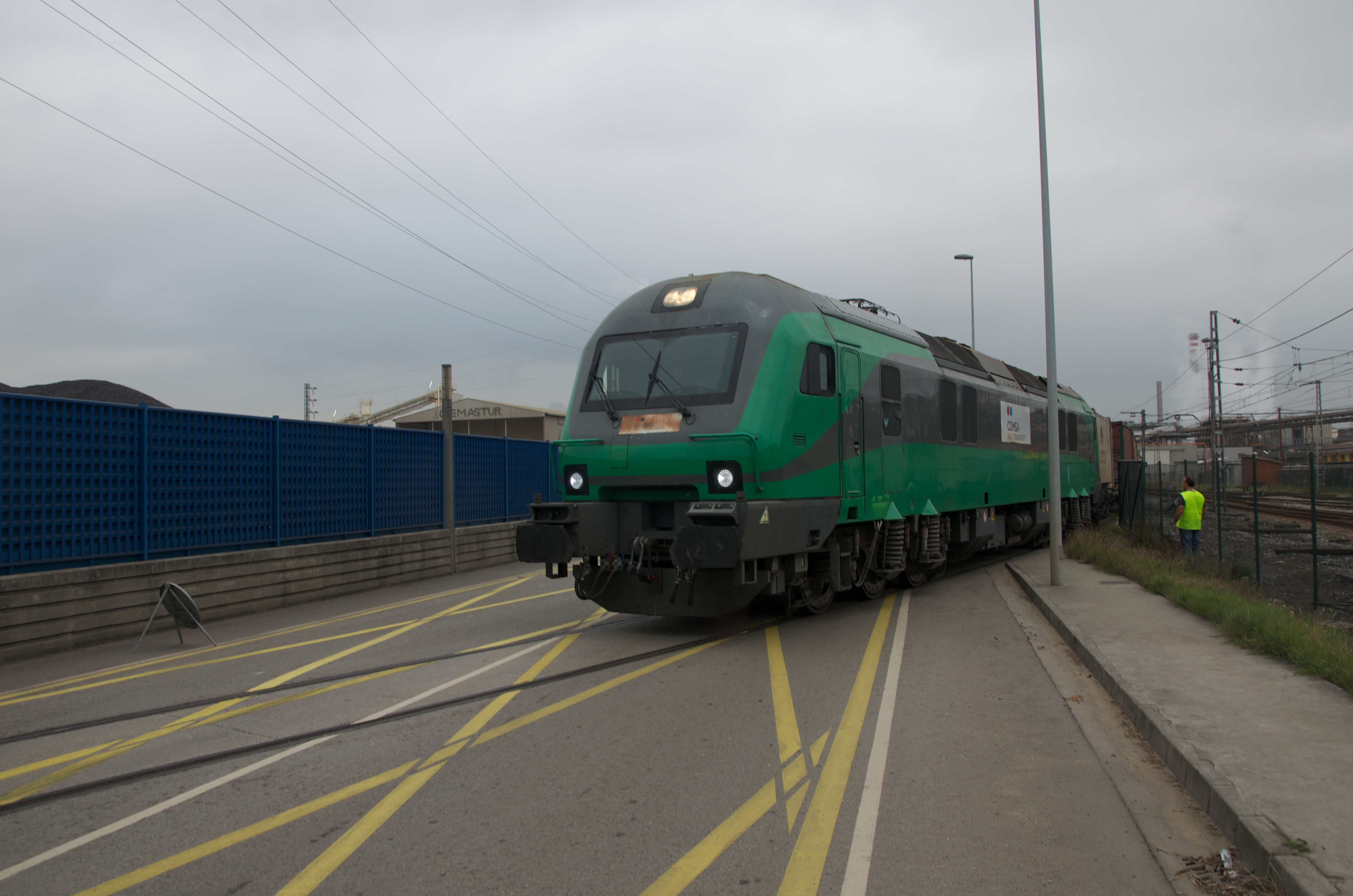
Eine Bitrac im Bahnhof San Juan de Nieva

### Geschichte
Das Eisenbahnverkehrsunternehmen Ferrocarriles del Suroeste, S.A. (Fesur) unterzeichnete am 4. September 2007 einen Vertrag über den Kauf von neun Bitrac-Lokomotiven zum Preis von je 3,22 Mio. Euro. Nachdem CAF die vereinbarten Lieferfristen nicht einhalten konnte, trat Fesur vom Vertrag zurück. CAF hatte Fesur versichert, die neun Lokomotiven zwischen November 2009 und Dezember 2010 zu liefern und zuzulassen, jedoch war am 30. Dezember 2010 noch keine der Lokomotiven für den Betrieb zugelassen. Der spanische Oberste Gerichtshof entschied schließlich im Mai 2016, dass CAF eine Entschädigung an Fesur zahlen muss.
Die Zulassung erfolgte letztendlich am 5. März 2012. CAF blieb Eigentümer der Lokomotiven und vermietete sie an COMSA Rail Transport (mittlerweile Captrain España). Die Loks beförderten hauptsächlich Kohlezüge zwischen dem Hafen von Avilés und dem Wärmekraftwerk Compostilla II. Im Januar 2019 erwarb Beacon Rail Leasing (BRLL) die neun Bitrac-Lokomotiven von CAF. Vermietet werden die Loks weiterhin an Captrain España.

### Technik
Die CC3600 ist bisher die einzige produzierte Baureihe der Bitrac. Bei diesen Lokomotiven handelt es sich um Loks für 3 kV Gleichspannung und iberische Spurweite von 1668 Millimetern.
Jeder der beiden Zwölfzylinder-Dieselmotoren von MTU-Dieselmotoren hat bei 1800 Umdrehungen pro Minute eine Leistung von 1800 kW. Sie erfüllen den EU-Emissionsstandard IIIA und treiben je einen bürstenlosen wassergekühlten Dreiphasen-Synchrongenerator an, der den Strom für den Antrieb und die Hilfsbetriebe erzeugt, sowie die Hydrostatikpumpe für den Antrieb der Lüfter der Kühlanlage. Die vierpoligen forciert belüfteten Asynchronfahrmotoren stammen von ABB und sind in der Isolationsklasse C ausgeführt. Jeder Fahrmotor wird von einem Wechselrichtermodul mit Energie versorgt. Die beiden wassergekühlten Stromrichter sind in IGBT-Technik aufgebaut. Jeder Stromrichter enthält ein Gleichrichtermodul für die Generatorspannung, drei Motor-Wechselrichtermodule, sowie ein Bremssteller-Modul und ein Hilfsbetriebemodul. Die Spannung für die Hilfsbetriebe wird durch einen Transformator auf 440 V herabgesetzt, die maximale Frequenz beträgt 60 Hz.
Im elektrischen Betrieb werden die Zwischenkreise der Stromrichter direkt mit der Fahrleitung verbunden. Der Strom wird über Stromabnehmer mit Kupferschleifleisten von Schunk und dem Gleichstrom-Schnellschalter UR 26 von Sécheron der Lokomotive zugeführt.
Die Lokomotiven verfügen über eine elektrische Nutz- eine Widerstandsbremse. Die beiden Bremswiderstände sind forciert belüftet und blasen die Luft vertikal aus dem Dach aus. Jeder Widerstand kann eine Leistung von 900 kW abführen, mit der Nutzbremse können im Gesamten 4200 kW abgeführt werden.
Die pneumatische Bremsausrüstung der Bauart MBS stammt von Knorr-Bremse. Die Direkte Bremse für den Rangierbetrieb und die indirekt wirkende Druckluftbremse wirken auf die Bremsscheiben, die auf den Radscheiben angebracht sind. Pro Achse ist ein Bremszylinder mit einer Federspeicherbremse ausgerüstet, die als Feststellbremse dient.
Die Luftversorgung wird von zwei ebenfalls von Knorr gelieferten SL22-Kompressoren sichergestellt. Jeder Kompressor kann bei 10 Bar ein Luftvolumen von 1600 Liter pro Minute liefern. Die Kompressoren sind zusammen mit den Lufttrocknern und den Sicherheitsventilen in einem Modul unter dem Wagenkasten untergebracht.
Zwei 24 V-Batterien mit je 19 Nickel-Cadmium-Zellen dienen der Steuerstromversorgung der Lokomotive. Die einzelnen Rechner der Lokomotive kommunizieren über MVB, ein LCD-Farbdisplay im Führertisch dient der Kommunikation zum Triebfahrzeugführer. Für die Zugbeeinflussung ist das System ASFA digital eingerichtet. Das Gerät zur Elektronische Fahrtenregistrierung übernimmt gleichzeitig die Funktion der Sicherheitsfahrschaltung.